# Alvaro Toubes Prata
Alvaro Toubes Prata (Uberaba, 24 de setembro de 1955) é um engenheiro mecânico, pesquisador e professor universitário brasileiro.
Grande oficial da Ordem Nacional do Mérito Científico, membro titular da Academia Nacional de Engenharia (ANE), cadeira nº 12 e membro titular da Academia Brasileira de Ciências, Alvaro foi reitor da Universidade Federal de Santa Catarina de 2008 a 2012. É filho do médico e autoridade em doenças tropicais, Aluízio Rosa Prata.

## Biografia
Nascido em Uberaba, em 1955, é filho de Aluízio Rosa Prata e Martha Toubes Alonso. Formou-se em engenharia mecânica e elétrica, em 1977, pela Universidade de Brasília (UnB), com mestrado em engenharia mecânica pela Universidade Federal de Santa Catarina (UFSC), em 1980 e doutorado em engenharia mecânica pela Universidade de Minnesota, em 1985.
É professor titular do Departamento de Engenharia Mecânica da Universidade Federal de Santa Catarina. Foi pró-reitor de pesquisa e pós-graduação entre 2000 e 2004, e reitor da UFSC entre 2008 e 2012. Foi secretário Nacional de Desenvolvimento Tecnológico e Inovação (2012-2014 e 2016-2018), secretário Nacional de Políticas e Programas de Pesquisa e Desenvolvimento (2018) e secretário executivo (2014-2015) do Ministério de Ciência, Tecnologia e Inovação.
Foi reitor da Universidade Federal de Santa Catarina (UFSC) de 2008 a 2012, ocupando também a vice-presidência da Associação Nacional dos Dirigentes das Instituições Federais de Ensino Superior (ANDIFES) em 2011. É membro titular da Academia Brasileira de Ciências (ABC), e da Academia Nacional de Engenharia (ANE).
No Ministério da Ciência, Tecnologia, Inovações e Comunicações (MCTIC), ocupou os cargos de Secretário Executivo (2014-2015), Secretário de Desenvolvimento Tecnológico e Inovação (2012-2014 e 2016-2018) e Secretário de Políticas e Programas de Pesquisa e Desenvolvimento (fevereiro a dezembro de 2018). Atualmente ocupa a direção do Laboratório de Pesquisa em Refrigeração e Termofísica (Polo), da UFSC.
Sua área de pesquisa envolve transferência de calor e mecânica de fluídos.

## Prêmios
- Grã Cruz da Ordem Nacional do Mérito Científico em 2010[8]
- Prêmio Anísio Teixeira 2011[9]